# Mémorial de l'USS Arizona
Pour les articles homonymes, voir USS Arizona.

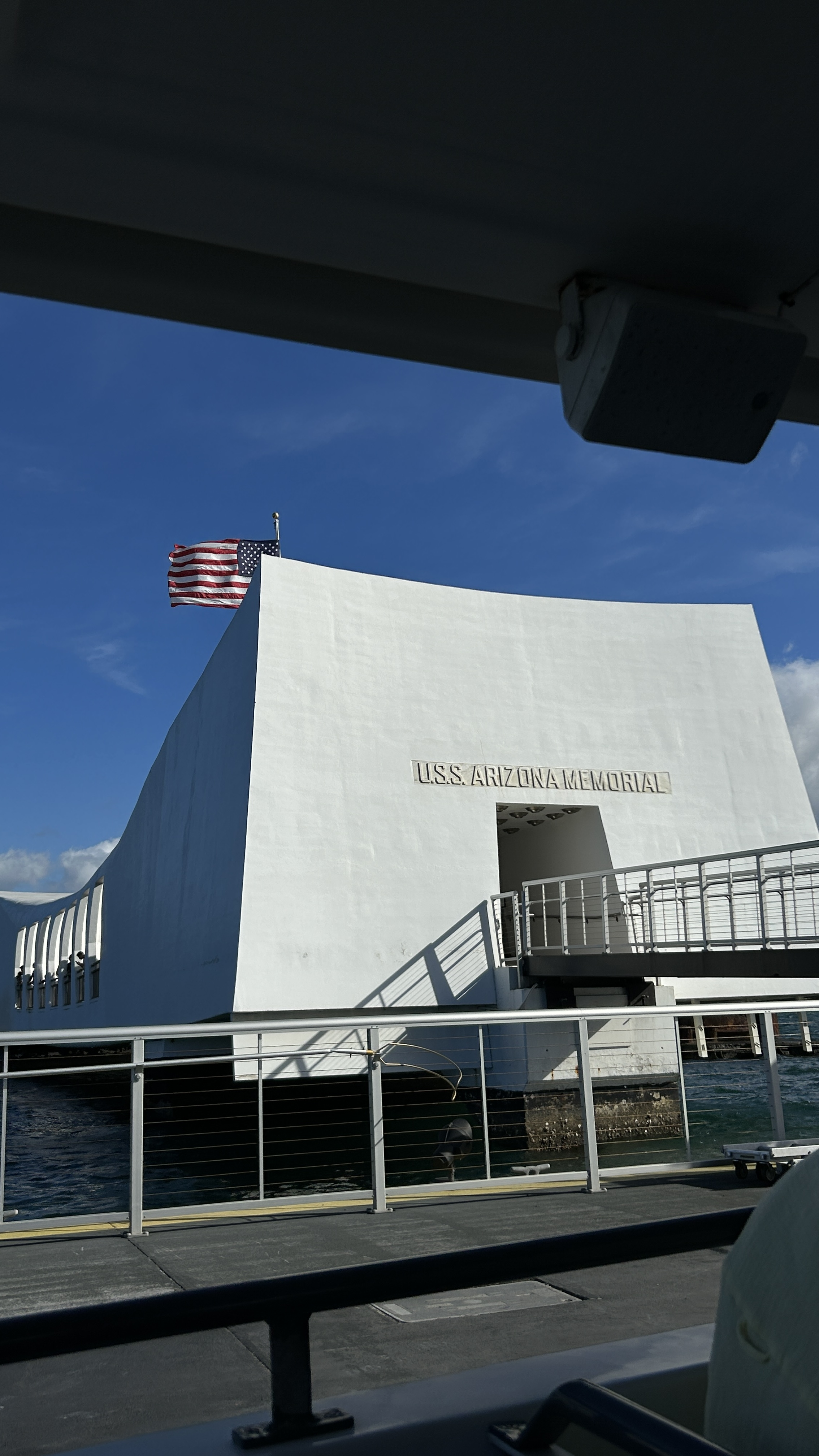
Vue sur le mémorial depuis le bateau des visiteurs

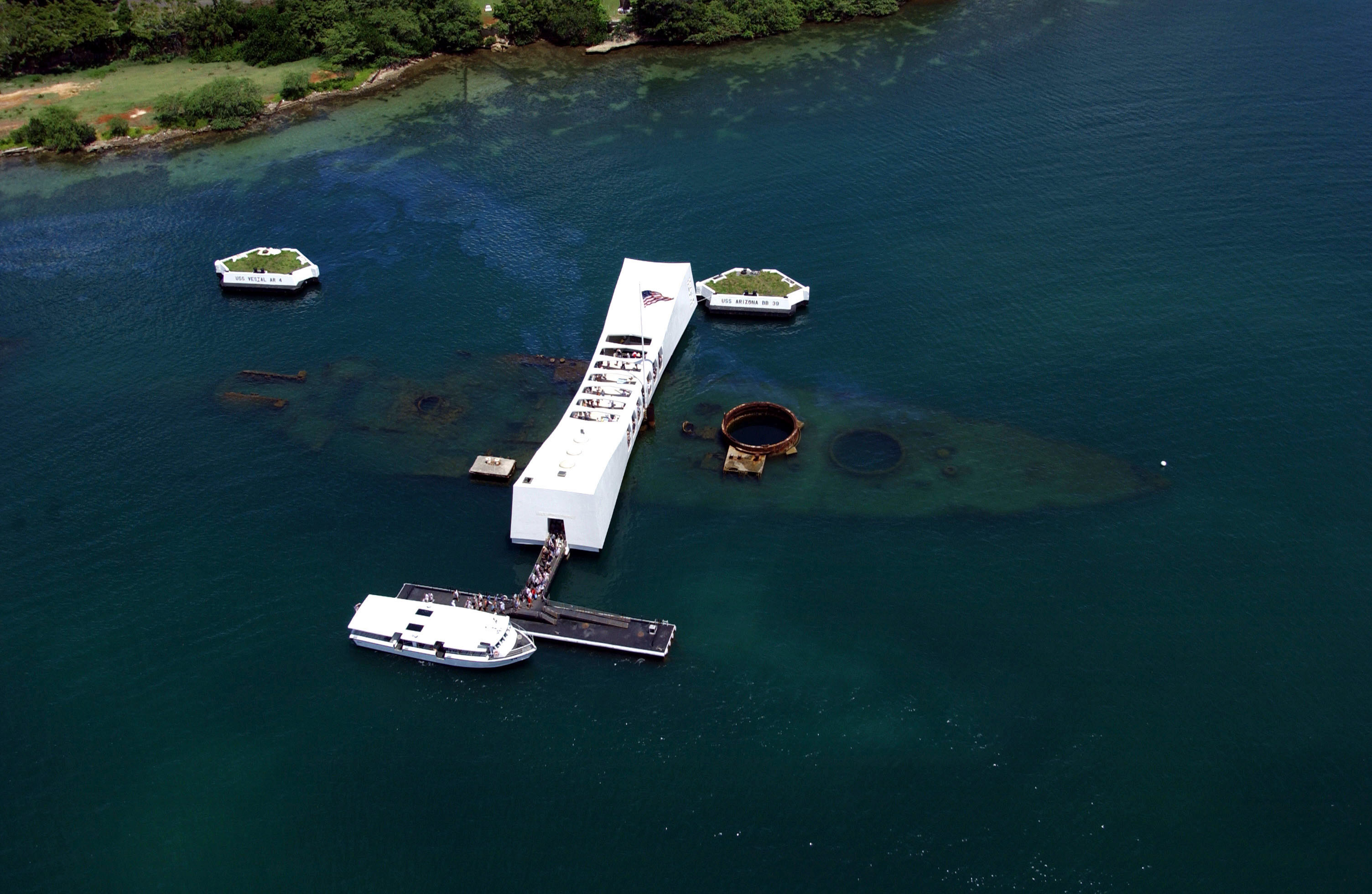
Mémorial de l'USS Arizona.

Le mémorial de l'USS Arizona (anglais : USS Arizona Memorial), situé à Pearl Harbor à Honolulu, est un mémorial consacré à la mémoire des 1 177 sur les 1 511 marins de l'USS Arizona morts lors de l'attaque de Pearl Harbor le 7 décembre 1941 par les forces japonaises. Les victimes de l'Arizona comptent pour près de la moitié du total des victimes américaines de l'attaque, cette épave est donc particulièrement symbolique. L'attaque provoque en outre l'entrée en guerre des États-Unis dans la Seconde Guerre mondiale.
Le mémorial, créé en 1962, est visité par plus d'un million de personnes chaque année. Il est accessible uniquement par bateau, puisqu'il chevauche (sans la toucher) la coque du cuirassé coulé. Faisant partie du Pearl Harbor National Memorial, il est géré par la United States Navy (USN) et le National Park Service (NPS).

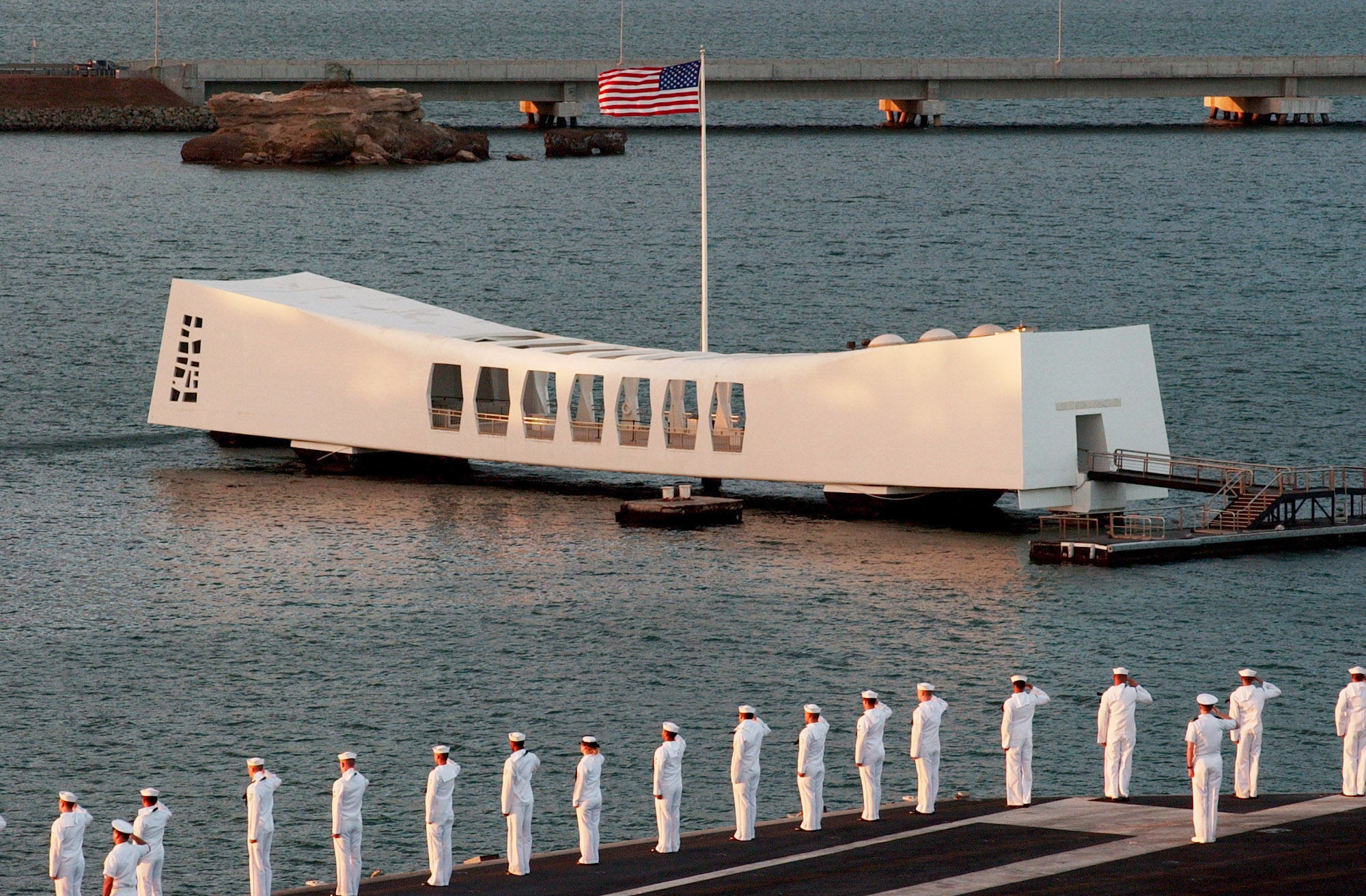
Vue du mémorial.
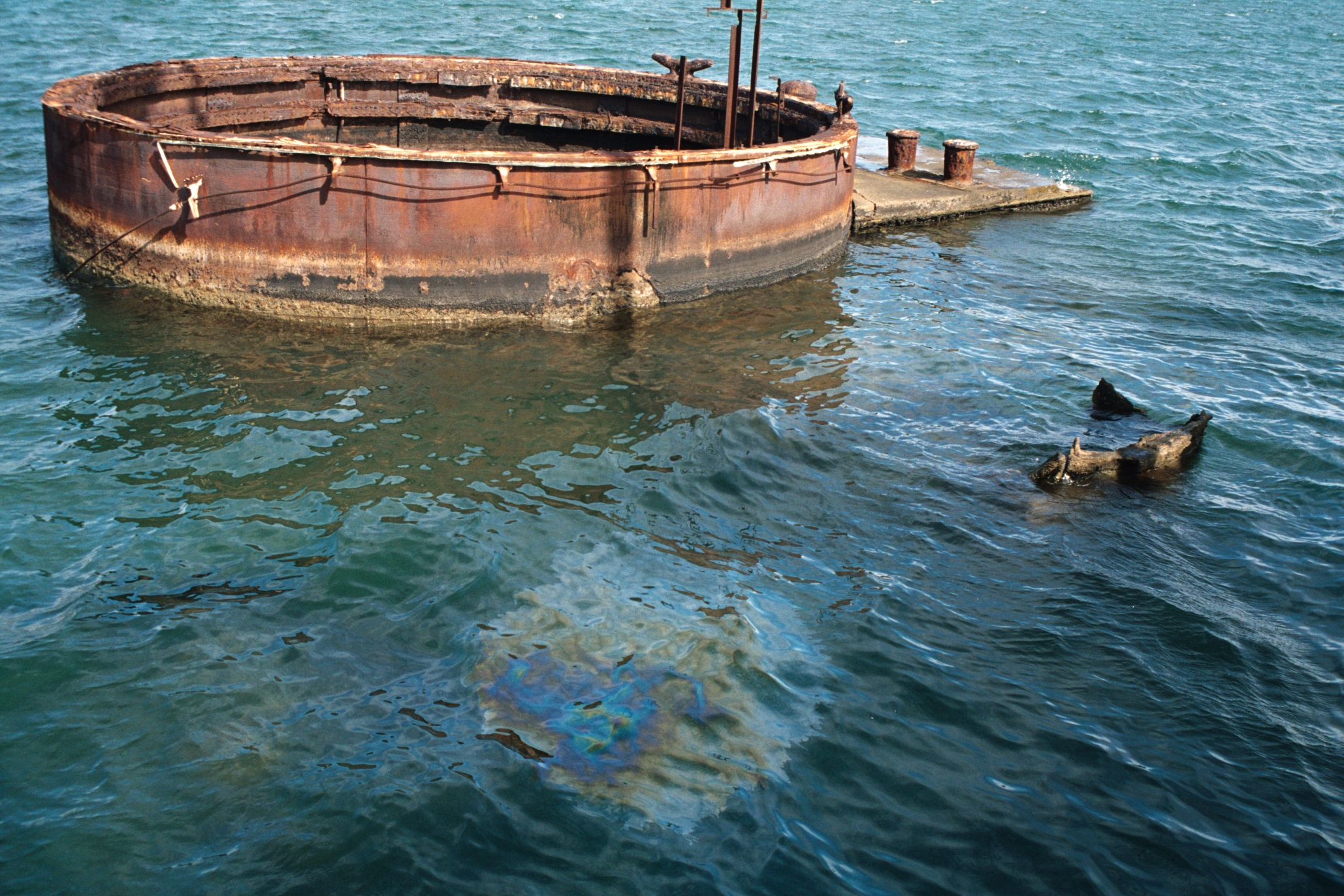
Les « larmes » de l'Arizona, des remontées de carburant provenant du navire.
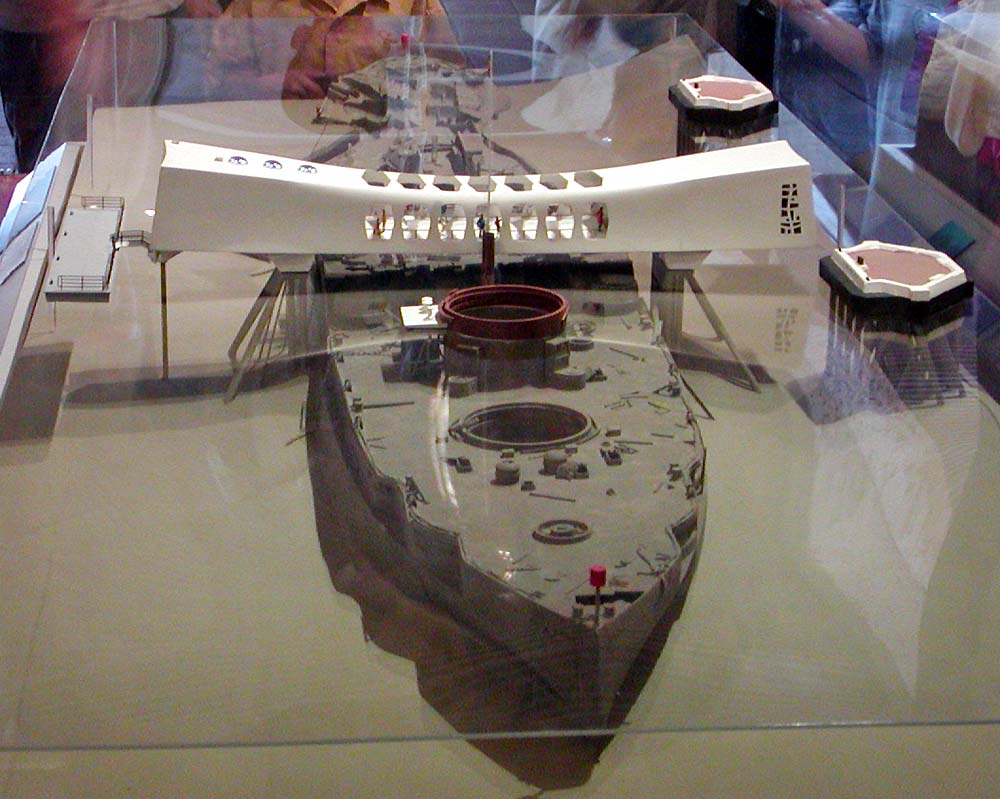
Maquette du mémorial.